# Bogumił Brycki
Bogumił Brycki (ur. 19 grudnia 1951 w Podstolicach) – polski chemik, dr hab. nauk chemicznych, profesor nadzwyczajny Pracowni Chemii Mikrobiocydów Wydziału Chemii Uniwersytetu im. Adama Mickiewicza w Poznaniu.

## Życiorys
W 1975 ukończył studia chemiczne na Uniwersytecie im. Adama Mickiewicza w Poznaniu. Tam w 1979 obronił pracę doktorską, a 24 listopada 1997 uzyskał stopień doktora habilitowanego w zakresie nauk chemicznych na podstawie rozprawy zatytułowanej Lokalizacja protonu w kompleksach z wiązaniem wodorowym typu OHO.
Został zatrudniony na stanowisku  profesora nadzwyczajnego w Pracowni Chemii Mikrobiocydów na Wydziale Chemii Uniwersytetu im. Adama Mickiewicza w Poznaniu.

## Wybrane publikacje
- Free Radicals and Nuclear Relaxation of Poly(p-phenylene Sulfide/TCNEO-fullerence Nanocomposite[1]
- 2005: Influence of N,N-bis (3-aminopropyl) dodecylamine on the mycelium growth and the celi wali composition of resistance and sensitive strains belonging to the genus Aspergillus[1]
- 2005: Synteza i właściwości spektroskopowe jodków dialkilodiftalimidopropyloamoniowych o potencjalnych właściwościach przeciwdrobnoustrojowych[1]
- 2007: Dezynfekcja powietrza metodą zamgławiania chemicznego[1]
- 2010: Polyamines. IV. Spectroscopic properties of N,N-bis-(1,8-naphthalenedicarboximidopropyl)-N-propylamine and supramolecular interactions in its crystals[1]
- 2014: Synthesis, spectroscopic and theoretical studies of new dimeric quaternary alkylammonium conjugates of sterols[1]
- 2014: Synthesis, spectroscopic and theoretical studies of new quaternary N,N-dimethyl-3-phthalimidopropyl-ammonium conjugates of sterols and bile acids[1]
- 2017: Hydrophilicity and flexibility of the spacer as critical parameters on the aggregation behavior of long alkyl chain cationic gemini surfactants in aqueous solution[1]